# Mandariinid
Mandariinid (internationale titel: Tangerines; Georgische: მანდარინები) is een Ests-Georgische film uit 2013, geschreven en geregisseerd door Zaza Urushadze.

## Verhaal
Tijdens de oorlog in Abchazië in 1992 vechten lokale Abchaziërs om zich af te scheiden van van Georgië. Een Ests dorp tussen de bergen is leeggelopen. Bijna iedereen is teruggekeerd naar zijn vaderland. Alleen twee mannen zijn gebleven: Ivo en Margus. Margus wil pas het dorp verlaten als hij zijn mandarijnen heeft geoogst. In een bloedig conflict rond hun dorpje worden gewonde mannen achtergelaten en Ivo wordt gedwongen om ze in huis te nemen.

## Rolverdeling
| Acteur            | Personage |
| ----------------- | --------- |
| Lembit Ulfsak     | Ivo       |
| Elmo Nüganen      | Margus    |
| Mikheil Meskhi    | Niko      |
| Giorgi Nakashidze | Ahmed     |
| Raivo Trass       | Juhan     |

## Prijzen & nominaties[1]
| jaar | prijs                                          | categorie                                       | genomineerde(n)              | uitslag     |
| ---- | ---------------------------------------------- | ----------------------------------------------- | ---------------------------- | ----------- |
| 2015 | Golden Globe                                   | Beste buitenlandse film                         | Beste buitenlandse film      | Genomineerd |
| 2015 | Satellite Award                                | Beste niet-Engelstalige film                    | Beste niet-Engelstalige film | Gewonnen    |
| 2014 | Bari International Film Festival               | International Competition Award                 | Zaza Urushadze               | Gewonnen    |
| 2014 | Jerusalem Film Festival                        | In Spirit for Freedom Award - Honorable Mention | Zaza Urushadze               | Gewonnen    |
| 2014 | Palm Springs International Film Festival       | Audience Award - Best Narrative Feature         | Zaza Urushadze               | Genomineerd |
| 2013 | Mannheim-Heidelberg International Filmfestival | Audience Award                                  | Zaza Urushadze               | Gewonnen    |
| 2013 | Mannheim-Heidelberg International Filmfestival | Recommendations of Cinema Owners                | Zaza Urushadze               | Gewonnen    |
| 2013 | Mannheim-Heidelberg International Filmfestival | Special Award of Mannheim-Heidelberg            | Zaza Urushadze               | Gewonnen    |
| 2013 | Tallinn Black Nights Film Festival             | Estonian Film Award                             | Zaza Urushadze               | Gewonnen    |
| 2013 | Tallinn Black Nights Film Festival             | International Film Clubs Award                  | Zaza Urushadze               | Gewonnen    |
| 2013 | Tallinn Black Nights Film Festival             | Grand Prize                                     | Zaza Urushadze               | Genomineerd |
| 2013 | Internationaal filmfestival van Warschau       | Audience Award – Feature Film                   | Zaza Urushadze               | Gewonnen    |
| 2013 | Internationaal filmfestival van Warschau       | Beste regie                                     | genomineerden                | Gewonnen    |
| 2013 | Internationaal filmfestival van Warschau       | Grand Prix                                      | genomineerden                | Genomineerd |